# روبرت راسيل
روبرت راسيل (بالألمانية: Robert Russ)‏ هو رسام نمساوي، ولد في 7 يوليو 1847 في فيينا في النمسا، وتوفي بنفس المكان في 16 مارس 1922.